# Starobocianska dolina
Starobocianska dolina je údolí na Liptově, v Ďumbierské části Nízkých Tater, na Slovensku. 
Údolí začíná pod Panskou holí (1635,0 m n. m.), východně od Bocského sedla (1506,0 m n. m.), probíhá ve směru západ-východ a je vytvořena horním tokem říčky Boca. Je to převážně zalesněné údolí, v dolní části se na levé straně les rozestupuje a na loukách stojí několik dřevěných seníků a menší chaty. Nad obcí Vyšná Boca se spojuje s údolím potoka Čertovica a dále již pokračuje jako Bocianská dolina.
Je turisticky přístupná z Vyšné Boci po žlutě značené turistické cestě, která dále pokračuje přes Bocianské sedlo na Králičku. Údolí odděluje hlavní hřeben Nízkých Tater (Ďumbier - Lajštroch - sedlo Čertovica) od boční rozsochy vybíhající na severovýchod (Rovná hoľa - Chopec).